# Christian Panucci
Christian Panucci (ur. 12 kwietnia 1973 w Savonie) – włoski trener i piłkarz występujący najczęściej na pozycji prawego obrońcy.

## Kariera klubowa
Christian Panucci jest wychowankiem klubu Genoa FC. W jego barwach zadebiutował w sezonie 1991/1992, jednak rozegrał wówczas tylko jedno spotkanie w Serie A. W kolejnych rozgrywkach Panucci był już podstawowym graczem swojej drużyny, natomiast po ich zakończeniu przeniósł się do AC Milan. W pierwszym sezonie występów na San Siro włoski obrońca wywalczył mistrzostwo Włoch oraz zwyciężył w rozgrywkach Champions League. W późniejszym czasie Panucci zdobył Superpuchar Europy, po raz drugi sięgnął po tytuł mistrza kraju oraz dwa razy wywalczył Superpuchar Włoch.
W trakcie sezonu 1996/1997 wychowanek Genoi podpisał kontrakt z Realem Madryt, gdzie w linii obrony grał u boku takich zawodników jak Fernando Hierro, Roberto Carlos i Manuel Sanchís. Razem z ekipą „Królewskich” Panucci w 1998 roku zwyciężył Ligę Mistrzów oraz Puchar Interkontynentalny, po czym latem 1999 roku odszedł do Interu Mediolan. W defensywie ekipy „Nerazzurrich” grał najczęściej z Laurentem Blanciem, Javierem Zanettim oraz Luigim Di Biagio.
Po roku spędzonym w tym klubie Włoch przeniósł się do Chelsea, jednak jeszcze w trakcie sezonu 2000/2001 przeszedł do AS Monaco. W obu tych drużynach nie mógł jednak przebić się do podstawowego składu, w efekcie czego w sezonie 2001/2002 roku zdecydował się na powrót do Włoch.
Panucci został graczem AS Roma i swój ligowy debiut w barwach nowego klubu zaliczył 16 września w przegranym 1:2 wyjazdowym pojedynku przeciwko Piacenzy Calcio. W Romie włoski defensor od razu wywalczył sobie miejsce w wyjściowej jedenastce, a w obronie grywał razem z takimi piłkarzami jak Vincent Candela, Walter Samuel, Cafu, Cristian Chivu, Traianos Delas oraz Philippe Mexès. W 2007 i 2008 roku Panucci razem z drużyną zdobył Puchar Włoch, natomiast w 2007 roku wywalczył również krajowy superpuchar.
30 lipca 2009 roku Panucci podpisał roczny kontrakt z Parmą. 23 lutego 2010 roku umowa między zawodnikiem i klubem została rozwiązana. 22 sierpnia tego samego roku ogłosił zakończenie kariery piłkarskiej.

## Kariera reprezentacyjna
Panucci ma za sobą występy w młodzieżowych reprezentacjach Włoch. Razem z zespołem U-21 wywalczył Mistrzostwo Europy U-21 w 1994 roku oraz Mistrzostwo Europy U-21 w 1996 roku.
W seniorskiej kadrze Panucci zadebiutował 7 września 1994 roku w zremisowanym 1:1 wyjazdowym spotkaniu ze Słowenią, a pierwszego gola zdobył 8 października tego samego roku w wygranym 2:0 pojedynku z Estonią. Oba te mecze były częścią eliminacji do Euro 1996, jednak ostatecznie Panucci do kadry na turniej finałowy nie został powołany. Następnie włoski obrońca brał między innymi udział w eliminacjach do Mistrzostw Świata 1998, Tournoi de France 1997 oraz eliminacjach do Euro 2000.
Jego pierwszym wielkim turniejem w karierze były Mistrzostwa Świata 2002, na których „Squadra Azzura” została wyeliminowana w 1/8 finału przez współgospodarzy imprezy – Koreę Południową. Na mundialu tym Panucci był podstawowym graczem reprezentacji i wystąpił we wszystkich czterech spotkaniach. Następnie były zawodnik Realu Madryt został powołany do 23-osobowej kadry na Mistrzostwa Europy 2004. Tym razem Włosi swój udział w turnieju zakończyli już na rundzie grupowej, w której zajęli dopiero trzecią lokatę. Panucci w drużynie prowadzonej przez Giovanniego Trapattoniego miał zapewnione miejsce w wyjściowej jedenastce i zagrał w każdym z trzech meczów w pełnym wymiarze czasowym.
Następnie włoski piłkarz na ponad trzy lata rozstał się z zespołem narodowym, do którego powrócił dopiero na eliminacje do Euro 2008. 17 listopada 2007 roku w 92. minucie pojedynku ze Szkocją strzelił zwycięskiego gola na 2:1 i tym samym zapewnił Włochom awans do mistrzostw Europy. Na turnieju w Austrii i Szwajcarii podopieczni Roberto Donadoniego zostali jednak wyeliminowani w ćwierćfinale, kiedy to przegrali po serii rzutów karnych z późniejszymi mistrzami Europy – Hiszpanami. Wcześniej w spotkaniu rundy grupowej z Rumunią Panucci zdobył jedynego gola dla reprezentacji swojego kraju, a mecz zakończył się remisem 1:1. Następnie Włoch postanowił zakończyć reprezentacyjną karierę, a dla „Squadra Azzura” rozegrał łącznie 57 pojedynków i zdobył cztery bramki.